# Ельцов, Александр Иванович
Алекса́ндр Ива́нович Ельцо́в (1919, Москва — 1941, Подмосковье) — советский шахматист, кандидат в мастера (1938). Один из наиболее сильных юниоров Москвы середины 1930-х годов. Неоднократный участник чемпионатов Москвы. Погиб на фронте в первые месяцы Второй мировой войны.

## Биография
В 1936 году — единственный школьник-первокатегорник в Москве. В том же году впервые выступает в финале чемпионата Москвы (разделил 12—13 места с О. Богатыревым; победил в личных встречах мастеров В. Н. Панова, Н. Д. Григорьева и первокатегорника Ф. Л. Фогелевича). В 1938 выиграл одну из групп полуфинала чемпионата Москвы с результатом 11 из 13 очков. За этот результат Ельцову было присвоено звание кандидата в мастера. В финале чемпионата Москвы 1938 года поделил 4—7 места вместе со своим ровесником Б. Ваксбергом и мастерами В. Н. Пановым и М. М. Юдовичем. Нанес поражение победителю турнира мастеру С. В. Белавенцу.

Если для Панова и Юдовича дележ 4-го и 7-го мест нельзя признать большим достижением, то для молодых кандидатов Ваксберга и Ельцова — это большой успех и показатель их несомненного прогресса. Ваксберг и Ельцов, одинаковые по возрасту, по сроку получения кандидатского звания, вместе с тем являются шахматистами совершенно разных стилей и направлений. <...>

Игра Ельцова производит значительно более ценное впечатление. При том стратегическое понимание позиции у него удачно сочетается с незаурядным тактическим дарованием. Его игра уже сейчас производит впечатление большой зрелости. Вслед за Смысловым Ельцов добился прекрасного счета против мастеров — 4 из 6. Несомненно, что в ближайшем будущем московская шахматно-шашечная организация в его лице получит полноценного мастера.— «Шахматы в СССР», № 12, 1938, с. 541
В чемпионате Москвы 1941 года делит 4—5 места, впереди мастеров В. А. Алаторцева, И. А. Кана и М. М. Юдовича. В те годы регулярно выигрывал у мастеров. Известны его победы над И. А. Каном, М. М. Юдовичем, А. Д. Замиховским. В неоконченном полуфинале 13-го чемпионата СССР черными победил ленинградского мастера И. Л. Рабиновича (текст партии утерян). Дважды нанес поражение гроссмейстеру А. А. Котову (в 1940 и 1941 гг.)
Партия против М. М. Юдовича из чемпионата Москвы 1941 г., в которой Ельцов применил редкий латышский гамбит, вошла в теоретические справочники.

Шахматам он посвящал всё свободное время. Работал Ельцов шахматным тренером, много анализировал, писал шахматные статьи. Он прекрасно знал историю, его игра отличалась тонким пониманием позиции и редкой тактической остротой.— «Шахматная Москва», № 22, 1966, с. 4

Ельцов обладал тонким пониманием позиции и острым тактическим зрением, и хотя формально не имел звания мастера, но по силе игры мало в чём уступал ведущим московским шахматистам.— «Шахматный бюллетень», № 10, 1985, с. 42
Александр Ельцов пропал без вести в октябре 1941 года в боях под Москвой.

## Спортивные результаты
| Год  | Город          | Соревнование                                        | + | − | = | Результат | Место |
| ---- | -------------- | --------------------------------------------------- | - | - | - | --------- | ----- |
| 1936 | Москва         | Чемпионат Москвы                                    | 3 | 5 | 9 | 7½ из 17  | 12—13 |
| 1938 | Москва         | Чемпионат Москвы                                    | 7 | 3 | 7 | 10½ из 17 | 4—7   |
| 1940 | Москва         | Всесоюзный турнир кандидатов в мастера (группа № 2) |   |   |   | 6½ из 11  | 3—4   |
|      | Москва         | Матч «Спартак» — «Большевик» (против И. А. Кана)    | 1 | 0 | 0 | 1 из 1    |       |
| 1941 | Москва         | Чемпионат Москвы                                    |   |   |   | 8 из 14   | 4—5   |
| 1941 | Ростов-на-Дону | Полуфинал 13-го чемпионата СССР (группа IV)         | 1 | 3 | 2 | 2 из 6    | [ 6 ] |